# Theatrocopia
Theatrocopia är ett släkte av fjärilar. Theatrocopia ingår i familjen praktmalar, Oecophoridae.
Kladogram enligt Catalogue of Life:
| Theatrocopia | \| \| Theatrocopia elegans \| \| \| \| \| \| Theatrocopia roseoviridis \| \| \| \| |
|              | \| \| Theatrocopia elegans \| \| \| \| \| \| Theatrocopia roseoviridis \| \| \| \| |
|              | Theatrocopia elegans                                                               |
|              |                                                                                    |
|              | Theatrocopia roseoviridis                                                          |
|              |                                                                                    |